# Horst Leipholz
Horst Herman Eduard Leipholz (Plonhofen, 26 de setembro de 1919 — Waterloo, Ontário, 1988) foi um engenheiro e professor alemão.
Seus pais imigraram para o Brasil quando ele ainda era pequeno, residindo em Curitiba.
Em 1939 foi para a Alemanha a fim de estudar matemática e física na Universidade Técnica de Berlim.

## Publicações
- Stabilitätstheorie: Eine Einführung die Theorie der Stabilität dynamischer Systeme und fester Körper, Teubner 1968
- Stability theory: an introduction to the stability of dynamic systems and rigid bodies, Teubner 1987
- Einführung in die Elastizitätstheorie, Karlsruhe: Braun 1968
- Festigkeitslehre für den Konstrukteur, Springer 1969
- Die direkte Methode der Variationsrechnung und Eigenwertprobleme der Technik, Karlsruhe: Braun 1975
- Stabilität elastischer Systeme, Karlsruhe: Braun 1980
- com M. Abdel-Rohman: Control of Structures, Dordrecht: Nijhoff 1986
- Editor: Stability of elastic structures, Springer 1978
- Editor com S.T. Ariaratnam: Stochastic problems in mechanics, University of Waterloo 1974
- Editor com V. V. Bolotin: Random vibrations of elastic systems, Springer 1984